# Gonzalo Luján
Gonzalo Luján Melli (* 27. April 2001 in Buenos Aires) ist ein argentinisch-spanischer Fußballspieler.

## Karriere

### Verein
Von der U20 des Club Atlético San Lorenzo de Almagro stieg er Anfang 2020 in deren zweiter Mannschaft auf. Im Sommer 2022 ging er dann fest in den Kader der ersten Mannschaft über. In der Copa Sudamericana kam er bereits im Mai 2021 das erste Mal zu einem Kurzeinsatz. Ein paar Monate hatte er im Oktober 2021 dann auch sein Debüt in der ersten Liga.
Ende Januar 2025 wechselte Luján zu Inter Miami in die MLS.

### Nationalmannschaft
Im Oktober 2023 wurde er erstmals für die argentinische U23 für die Vorbereitung vor dem Qualifikationsturnier für Olympia nominiert. Dort kam er auch vier Mal zum Einsatz. Bei dem Turnier selbst war er auch in fast jeder Partie aktiv. Am Ende landete er mit seinem Team hier auf dem zweiten Platz der Endgruppe und qualifizierte sich so für die Spiele in Paris.